# Kosa crta
Kosa crta ( / )  razgodak je s brojnim načinima uporabe.

## Povijest
Kosa crta kao znak potječe još iz vremena starog Rima. U novije se vrijeme proširio u srednjem vijeku kad je kosa crta imala funkciju zareza, a dvije su kose crte predstavljale crticu. Kasnije se kosa crta počela koristiti u raznim slučajevima.

## Uporaba u jeziku
Kosa crta koristi se da bi označila kraj stiha ako se stihovi pišu u jednome redu:
- I došla je noć ili žalost / Na nebo, na zemlju i na me / I videl sem vsigde po svetu / Ciklame, krvave ciklame. (Dragutin Domjanić)

Kosa crta koristi se kao znak razlomka umjesto vodoravne crte:
- 1/2, 3/2, 5/7

Kosa crta koristi se da bi označila razdoblje koje se proteže na dvije vremenske jedinice:
- u noći 9./10. listopada, akademske godine 2006./07., na prijelazu 19./20. stoljeća

Koristi se i za točno određivanje adrese (broj, stubište, kat):
- Ilica 13/7, Krležina 17/2

Zamjenjuje prijedloge na i po između dviju mjernih jedinica:
- 100 km/h, 3 t/m

Označava da su dva podatka odijeljena kosom crtom iste vrijednosti:
- crveniti = činiti koga/što crvenim; pravopis/ortografija određuje pravila pisanja

## Uporaba izvan jezika

### Matematika
Ponekad se umjesto dvotočja kao znaka dijeljenja koristi i kosa crta:
- 14 / 2 = 7

Kosa se crta može koristiti i umjesto razlomačke crte:
- 1/2, 2/3, 5/7

### Računarstvo
Kosa se crta često koristi u programskim jezicima: 
- u većini programskih jezika kao znak dijeljenja
- u C-u, C++-u, CSS-u, Javi i ostalim jezicima iz C familije se koristi za komentare koji počinju sa /*, a završavaju sa */; C99, C++ i Java također imaju komentare koji počinju sa //
- u HTML-u se koristi za uparivanje oznaka (npr. </body>)

U različitim chat-programima, da bi se emulirao kurziv, koriste se dvije kose crte - /kurziv/. U IRC klijentima naredbe se zadavaju počevši kosom crtom (npr. /quit)
Na unixoidnim operacijskim sustavima se koristi kao separator u hijerarhijskim strukturama, posebice direktorija datotečnog sustava. Na primjer: 
- /usr/local/bin; /root/files; /home/.mozilla

Koristi se i kao razdjelnik u internetskim protokolima i adresama:
- http://www.google.com; ftp://www.posluzitelj.hr

### Ostalo
U pojedinim se zemljama kosa crta koristi kao razdjelnik između nadnevka, umjesto razmaka ili točke:
- 11/10/2006 (u SAD-u)